# Нигматуллина, Галия Нигметзяновна
Галия Нигметзяновна Нигматуллина (тат. Галия Нигъмәтҗан кызы Нигъмәтуллина; 2 [15] января 1907, Орск, Орский уезд, Оренбургская губерния, Российская империя — 4 января 1990, Казань, Татарская АССР, РСФСР, СССР) — татарская советская актриса, Народная артистка Татарской АССР (1975).

## Биография
В 1926 году окончила Татарский театральный техникум и была принята в труппу Татарского академического театра  имени Галиасгара Камала.

## Театральные работы
Амплуа Нигматуллиной — характерная актриса.
Гайни — «Несчастный юноша» Г. Камала,
 Замзамбану — «Потоки»,
 Асия — «Священное поручение» Т. Гиззата,
 Мапа — «Райхан» Н. Исанбета,
 Шура — «Русские люди» К. Симонова,
 Маймуна — «Минникамал» М. Амира,
 Глаша — «Гроза» А. Островского,
 Нагима — «Хаджи женится» Ш. Камала,
 Лидия — «Варвары» М. Горького,
 Мафтуха — «Судьба татарки» Г. Ибрагимова,
 Хадича — «Голубая шаль»,
 Жихан — «Капризный жених»,
 Гульнар — «Угасшие звезды» К. Тинчурина,
 Бадига — «Галиябану» М. Файзи

## Личная жизнь
Муж Хаким Салимжанов (1903—1981), артист и театральный режиссёр, народный артист ТАССР (1957).
сын Марсель Салимжанов (1934—2002).

## Память
Семейное захоронение супругов Салимжанова и Нигматуллиной на казанском татарском кладбище, рядом с могилой Г. Тукая.